# Echoverleihung 1993
Der 2. Echo wurde am 15. März 1993 in Berlin im Wintergarten vergeben. Es kamen fünf neue Kategorien hinzu. Darunter war die Sparte Volksmusik sowie die Preise für  Produzenten und der Song des Jahres. Gewinner des Abends war Marius Müller-Westernhagen mit drei Preisen gefolgt von Genesis und SNAP! mit jeweils zwei Auszeichnungen.

## Nationaler Newcomer des Jahres
Die Fantastischen Vier

## Musikvideo des Jahres
Marius Müller-Westernhagen – 7+1

## Medienmann des Jahres
Karlheinz Kögel

## Handelspartner des Jahres
RIMPO, Tübingen

## Marketingleistung des Jahres
Genesis für die VW-Aktion

## Produzent des Jahres
Marius Müller-Westernhagen

## Erfolgreichster nationaler Künstler im Ausland
SNAP!

## Klassik Künstler/Künstlerin national
Deborah Sasson

## Klassik Künstler/Künstlerin international
Nigel Kennedy

## Volksmusik/Schlager Gruppe des Jahres
Kastelruther Spatzen
- Brunner & Brunner
- Die Flippers

## Volksmusik/Schlager Künstler des Jahres
Howard Carpendale
- G.G. Anderson
- Reinhard Mey
- Roger Whittaker
- Roland Kaiser

## Volksmusik/Schlager Künstlerin des Jahres
Nicole
- Claudia Jung
- Hanne Haller
- Juliane Werding
- Nicki

## Gruppe des Jahres international
Genesis
- Guns N’ Roses
- Nirvana
- Queen
- Roxette

## Gruppe des Jahres national
Die Prinzen
- Die Fantastischen Vier
- Münchener Freiheit
- Scorpions
- SNAP!

## Künstler des Jahres international
Michael Jackson
- Bruce Springsteen
- Chris de Burgh
- Dr. Alban
- Lionel Richie

## Künstler des Jahres national
Marius Müller-Westernhagen
- Peter Hofmann
- Peter Maffay
- Udo Lindenberg
- Uwe Ochsenknecht

## Künstlerin des Jahres international
Annie Lennox
- Bonnie Tyler
- Cher
- Melissa Etheridge
- Tracy Chapman

## Künstlerin des Jahres national
Sandra
- Connie Francis
- Jennifer Rush
- Nena
- Pe Werner

## Erfolgreichste nationaler Song des Jahres
SNAP! – Rhythm Is a Dancer

## Lebenswerk
Reinhard Mey